# Pauropsylla senegalensis
Pauropsylla senegalensis är en insektsart som beskrevs av Jennifer L. Hollis 1984. Pauropsylla senegalensis ingår i släktet Pauropsylla och familjen spetsbladloppor.
Artens utbredningsområde är Senegal. Inga underarter finns listade i Catalogue of Life.